# HD 156398
HD 156398，又名CD-4411595，SAO 227821、HR 6427，是一颗恒星，视星等为6.65，位于銀經344.32，銀緯-3.94，其B1900.0坐标为赤經17h 12m 9.8s，赤緯-44° -3.94′ 57″。